# Јапан на Светском првенству у атлетици на отвореном 2022.
Јапан је учествовао на 18. Светском првенству у атлетици на отвореном 2022. одржаном у Јуџину од 15. до 25. јула осамнаести пут, односно учествовао је на свим првенствима до данас. Јапан је пријавио 63 учесника (40 мушкарца и 23 жена) који су се такмичили у 30 дисциплина (17 мушких, 12 женских и 1 мешовита).,
На овом првенству Јапан је по броју освојених медаља делио 9. место са 4 освојене медаље (1 златна, 2 сребрне и 1 бронзана). У табели успешности према броју и пласману такмичара који су учествовали у финалним такмичењима (првих 8 такмичара) Јапан је са 9 учесника у финалу заузео 11. место са 40 бодова.
| Плас. | Земља | 1. место | 2. место | 3. место | 4. место | 5. место | 6. место | 7. место | 8. место | Бр. финал. | Бод. |
| ----- | ----- | -------- | -------- | -------- | -------- | -------- | -------- | -------- | -------- | ---------- | ---- |
| 11.   | Јапан | 1        | 2        | 1        | 1        | 0        | 1        | 1        | 2        | 9          | 40   |

## Учесници
| Мушкарци: - Абдул Хаким Сани Браун — 100 м - Рјуичиро Сакаи — 100 м, 4х100 м - Коки Уејама — 200 м, 4х100 м - Шота Изукa — 200 м - Јуки Коике — 200 м - Фуга Сато — 400 м, 4х400 м - Julian Jrummi Walsh — 400 м, 4х400 м - Каито Кавабата — 400 м, 4х400 м - Рјуки Ивасаки — 4х400 м (м+ж) - Хјуга Ендо — 5.000 м - Рен Тазава — 10.000 м - Тацухико Ито — 10.000 м - Јусуке Нишијама — Маратон - Гаку Хоши — Маратон - Кенго Сузуки — Маратон - Шунсуке Изумија — 110 м препоне - Шухеј Ишикава — 110 м препоне - Рашид Муратаке — 110 м препоне - Казуки Курокава — 400 м препоне - Такајуки Кишимото — 400 м препоне - Рјуџи Миура — 3.000 м препреке - Косеи Јамагучи — 3.000 м препреке - Рјома Аоки — 3.000 м препреке - Рјота Сузуки — 4х100 м - Хироки Јанагита — 4х100 м - Јуки Џозеф Накаџима — 4х400 м, 4х400 м (м+ж) - Тошиказу Јаманиши — Ходање 20 км - Коки Икеда — Ходање 20 км - Хирото Јушо — Ходање 20 км - Еики Такахаши — Ходање 20 км - Масатора Кавано — Ходање 35 км - Томохиро Нода — Ходање 35 км - Даисуке Мацунага — Ходање 35 км - Томохиро Шино — Скок увис - Рјоичи Акамацу — Скок увис - Сеито Јамамото — Скок мотком - Јуки Хашиока — Скок удаљ - Нацуки Јамакава — Скок удаљ - Родерик Генки Дин — Бацање копља - Кенџи Огура — Бацање копља | Жене: - Нозоми Танака — 800 м, 1.500 м, 5.000 м - Ран Урабе — 1.500 м - Ририка Хиронака — 5.000 м, 10.000 м - Каеде Хагитани — 5.000 м - Рино Гошима — 10.000 м - Мизуки Танимото — Маратон - Хитоми Нија — Маратон - Мако Фукубе — 100 м препоне - Масуми Аоки — 100 м препоне, 4х100 м - Реими Јошимура — 3.000 м препреке - Јуно Јаманака — 3.000 м препреке - Ариса Кимишима — 4х100 м - Меј Кодама — 4х100 м - Мидори Микасе — 4х100 м - Нанако Матсумото — 4х400 м (м+ж) - Мају Кобајаши — 4х400 м (м+ж) - Нанако Фуџиј — Ходање 20 км - Кумико Окада — Ходање 20 км - Серена Сонода — Ходање 35 км - Сумире Хата — Скок удаљ - Харука Китагучи — Бацање копља - Сае Такемото — Бацање копља - Момоко Уеда — Бацање копља |

## Освајачи медаља (4)

### Злато (1)
- Тошиказу Јаманиши — 20 км ходање

### Сребро (2)
- Коки Икеда — 20 км ходање
- Масатора Кавано — 35 км ходање

### Бронза (1)
- Харука Китагучи — Бацање копља

## Резултати

### Мушкарци
| Атлетичар                                                        | Дисциплина       | Лични рекорд | Квалификације       | Квалификације    | Полуфинале            | Полуфинале            | Финале                | Финале               | Детаљи |
| Атлетичар                                                        | Дисциплина       | Лични рекорд | Резултат            | Место            | Резултат              | Место                 | Резултат              | Место                | Детаљи |
| ---------------------------------------------------------------- | ---------------- | ------------ | ------------------- | ---------------- | --------------------- | --------------------- | --------------------- | -------------------- | ------ |
| Абдул Хаким Сани Браун                                           | 100 м            | 9,97         | 9,98 КВ             | 1. у гр. 7       | 10,05 (.044) кв       | 3. у гр. 1            | 10,06                 | 7 / 67 (71)          |        |
| Рјуичиро Сакаи                                                   | 100 м            | 10,02        | 10,12 (.114) КВ     | 3. у гр. 4       | 10,23                 | 6. у гр. 2            | Нису се квалификовали | 21 / 67 (71)         |        |
| Коки Уејама                                                      | 200 м            | 20,46        | 20,26 КВ, ЛР        | 2. у гр. 1       | 20,48                 | 6. у гр. 3            | Нису се квалификовали | 17 / 44 (49)         |        |
| Шота Изукa                                                       | 200 м            | 20,11        | 20,72 КВ            | 3. у гр. 2       | 20,77                 | 7. у гр. 1            | Нису се квалификовали | 22 / 44 (49)         |        |
| Јуки Коике                                                       | 200 м            | 20,23        | Није стартовао      | Није стартовао   | Није се квалификовао  | Није се квалификовао  | Није се квалификовао  | Није се квалификовао |        |
| Фуга Сато                                                        | 400 м            | 45,40        | 45,88 кв            | 4. у гр. 5       | 45,71                 | 5. у гр. 2            | Нису се квалификовали | 17 / 41              |        |
| Julian Jrummi Walsh                                              | 400 м            | 45,13        | 45,90 КВ            | 4. у гр. 1       | 45,75                 | 6. у гр. 1            | Нису се квалификовали | 18 / 41              |        |
| Каито Кавабата                                                   | 400 м            | 45,73        | 46,34               | 5. у гр. 6       | Није се квалификовао  | Није се квалификовао  | Није се квалификовао  | 27 / 41              |        |
| Хјуга Ендо                                                       | 5.000 м          | 13:10,69     | 13:47,07            | 13. у гр. 2      |                       |                       | Није се квалификовао  | 31 / 41 (42)         |        |
| Рен Тазава                                                       | 10.000 м         | 27:25,47     |                     |                  |                       |                       | 27:23,44              | 20 / 24              |        |
| Тацухико Ито                                                     | 10.000 м         | 27:25,73     | 28:57,85            | 22 / 24          |                       |                       |                       |                      |        |
| Јусуке Нишијама                                                  | Маратон          | 2:07:47      | 2:08:35             | 13 / 54 (63)     |                       |                       |                       |                      |        |
| Гаку Хоши                                                        | Маратон          | 2:07:31      | 2:13:44             | 38 / 54 (63)     |                       |                       |                       |                      |        |
| Кенго Сузуки                                                     | Маратон          | 2:04:56      | Није стартовао      | Није стартовао   |                       |                       |                       |                      |        |
| Шунсуке Изумија                                                  | 110 м препоне    | 13,06 НР     | 13,56 КВ            | 3. у гр. 5       | 13,42 (.414)          | 5. у гр. 2            | Нису се квалификовали | 14 / 38 (40)         |        |
| Шухеј Ишикава                                                    | 110 м препоне    | 13,37        | 13,53 КВ            | 4. у гр. 3       | 13,68                 | 8. у гр. 1            | Нису се квалификовали | 24 / 38 (40)         |        |
| Рашид Муратаке                                                   | 110 м препоне    | 13,27        | 13,73               | 6. у гр. 4       | Није се квалификовао  | Није се квалификовао  | Није се квалификовао  | 30 / 38 (40)         |        |
| Казуки Курокава                                                  | 400 м препоне    | 48,68        | 50,02 КВ            | 4. у гр. 1       | 48,97                 | 3. у гр. 3            | Није се квалификовао  | 14 / 35 (37)         |        |
| Такајуки Кишимото                                                | 400 м препоне    | 48,41        | 50,66               | 6. у гр. 2       | Није се квалификовао  | Није се квалификовао  | Није се квалификовао  | 29 / 35 (37)         |        |
| Рјуџи Миура                                                      | 3.000 м препреке | 8:09,92 НР   | 8:21,80             | 5. у гр. 2       |                       |                       | Нису се квалификовали | 16 / 40 (41)         |        |
| Косеи Јамагучи                                                   | 3.000 м препреке | 8:19,96      | 8:30,92             | 10. у гр. 1      | 28 / 40 (41)          |                       | Нису се квалификовали |                      |        |
| Рјома Аоки                                                       | 3.000 м препреке | 8:20,09      | 8:33,89             | 11. у гр. 3      | 33 / 40 (41)          |                       | Нису се квалификовали |                      |        |
| Рјуичиро Сакаj Рјота Сузуки Коки Уејама Хироки Јанагита          | 4 х 100 м        | 37,43 НР     | Дисквалификовани    | Дисквалификовани | Нису се квалификовали | Нису се квалификовали |                       |                      |        |
| Фуга Сато Каито Кавабата Julian Jrummi Walsh Јуки Џозеф Накаџима | 4 х 400 м        | 3:00,76 НР   | 3:01,53 КВ, НРС     | 2. у гр. 1       | 2:59,51 АЗР, НР       | 4 / 13 (15)           |                       |                      |        |
| Тошиказу Јаманиши                                                | 20 км ходање     | 1:17:15      |                     |                  |                       |                       | 1:19:07 ЛРС           |                      |        |
| Коки Икеда                                                       | 20 км ходање     | 1:17:25      | 1:19:14             |                  |                       |                       |                       |                      |        |
| Хирото Јушо                                                      | 20 км ходање     | 1:20:14      | 1:20:39             | 8 / 43 (45)      |                       |                       |                       |                      |        |
| Еики Такахаши                                                    | 20 км ходање     | 1:17:26      | 1:26:46             | 29 / 43 (45)     |                       |                       |                       |                      |        |
| Масатора Кавано                                                  | 35 км ходање     | 2:26:40 НР   | 2:23:15 АЗР, НР, ЛР |                  |                       |                       |                       |                      |        |
| Томохиро Нода                                                    | 35 км ходање     | 2:27:18      | 2:25:29 ЛР          | 9 / 40 (50)      |                       |                       |                       |                      |        |
| Даисуке Мацунага                                                 | 35 км ходање     | 2:27:09      | 2:33:56             | 26 / 40 (50)     |                       |                       |                       |                      |        |
| Томохиро Шино                                                    | Скок увис        | 2,31         | 2,28 кв             | 5. у гр. А       |                       |                       | 2,27                  | 8 / 26 (29)          |        |
| Рјоичи Акамацу                                                   | Скок увис        | 2,28         | 2,21                | 11. у гр. Б      | Нису се квалификовали | 19 / 26 (29)          |                       |                      |        |
| Сеито Јамамото                                                   | Скок мотком      | 5,77 д       | 5,65                | 7. у гр. Б       | Нису се квалификовали | 20 / 28 (32)          |                       |                      |        |
| Јуки Хашиока                                                     | Скок удаљ        | 8,36         | 8,18 КВ             | 1. у гр. А       | 7,86                  | 10 / 29 (32)          |                       |                      |        |
| Нацуки Јамакава                                                  | Скок удаљ        | 8,17         | 7,75                | 12. у гр. Б      | Није се квалификовао  | 21 / 29 (32)          |                       |                      |        |
| Родерик Генки Дин                                                | Бацање копља     | 84,28        | 82,34 кв            | 4. у гр. А       | 80,69                 | 9 / 27 (28)           |                       |                      |        |
| Кенџи Огура                                                      | Бацање копља     | 81,63        | 78,48               | 10. у гр. Б      | Није се квалификовао  | 19 / 27 (28)          |                       |                      |        |

### Жене
| Атлетичарка                                         | Дисциплина       | Лични рекорд | Квалификације    | Квалификације   | Полуфинале            | Полуфинале            | Финале                | Финале       | Детаљи |
| Атлетичарка                                         | Дисциплина       | Лични рекорд | Резултат         | Место           | Резултат              | Место                 | Резултат              | Место        | Детаљи |
| --------------------------------------------------- | ---------------- | ------------ | ---------------- | --------------- | --------------------- | --------------------- | --------------------- | ------------ | ------ |
| Нозоми Танака                                       | 800 м            | 2:02,36      | 2:03,56          | 7. у гр. 6      | Није се квалификовала | Није се квалификовала | Није се квалификовала | 38 / 45      |        |
| Нозоми Танака                                       | 1.500 м          | 3:59,19      | 4:05,30 кв, ЛРС  | 7. у гр. 2      | 4:05,79               | 6. у гр. 2            | Није се квалификовала | 15 / 42      |        |
| Ран Урабе                                           | 1.500 м          | 4:06,06      | 4:13,92          | 13. у гр. 3     | Није се квалификовала | Није се квалификовала | Није се квалификовала | 40 / 42      |        |
| Нозоми Танака                                       | 5.000 м          | 14:59,93     | 15:00,21 кв, ЛРС | 9. у гр. 2      |                       |                       | 15:19,35              | 12 / 35 (37) |        |
| Ририка Хиронака                                     | 5.000 м          | 14:52,84     | 15:53,08 ЛРС     | 13. у гр. 2     | Нису се квалификовале | 24 / 35 (37)          |                       |              |        |
| Каеде Хагитани                                      | 5.000 м          | 14:59,36     | 15:53,39         | 13. у гр. 2     | Нису се квалификовале | 30 / 35 (37)          |                       |              |        |
| Ририка Хиронака                                     | 10.000 м         | 31:00,71     |                  |                 |                       |                       | 30:39,71 ЛР           | 12 / 20      |        |
| Рино Гошима                                         | 10.000 м         | 31:10,02     | 32:08,68         | 19 / 20         |                       |                       |                       |              |        |
| Мизуки Мацуда                                       | Маратон          | 2:20:52      | 2:23:49          | 9 / 32 (41)     |                       |                       |                       |              |        |
| Хитоми Нија                                         | Маратон          | 2:21:17      | Није стартовала  | Није стартовала |                       |                       |                       |              |        |
| Мако Фукубе                                         | 100 м са препоне | 12,93        | 12,96 кв         | 4. у гр. 5      | 12,82 (.820) НР, ЛР   | 8. у гр. 1            | Нису се квалификовале | 16 / 38 (42) |        |
| Масуми Аоки                                         | 100 м са препоне | 12,86 НР     | 13,12 (.112) кв  | 5. у гр. 6      | 13,04                 | 5. у гр. 6            | Нису се квалификовале | 21 / 38 (42) |        |
| Реими Јошимура                                      | 3.000 м препреке | 9:39,86      | 9:58,07          | 14. у гр. 3     |                       |                       | Нису се квалификовале | 40 / 42      |        |
| Јуно Јаманака                                       | 3.000 м препреке | 9:38,19      | 10:18,18         | 14. у гр. 1     | 42 / 42               |                       | Нису се квалификовале |              |        |
| Масуми Аоки Ариса Кимишима Меј Кодама Мидори Микасе | 4 х 100 м        | 43,39 НР     | 43,33 (.458) НР  | 7. у гр. 1      |                       |                       | Нису се квалификовале | 12 / 16      |        |
| Нанако Фуџиј                                        | 20 км ходање     | 1:28:58      |                  |                 |                       |                       | 1:29:01               | 6 / 36 (41)  |        |
| Кумико Окада                                        | 20 км ходање     | 1:27:41 НР   | 1:31:53          | 14 / 36 (41)    |                       |                       |                       |              |        |
| Серена Сонода                                       | 35 км ходање     | 2:45:09 НР   | 2:45:09          | 9 / 35 (41)     |                       |                       |                       |              |        |
| Сумире Хата                                         | Скок удаљ        | 6,65         | 6,39             | 11. у гр. Б     |                       |                       | Није се квалификовала | 20 / 25 (28) |        |
| Харука Китагучи                                     | Бацање копља     | 66,00 НР     | 64,32 КВ, ЛРС    | 1. у гр. Б      | 63,27                 |                       |                       |              |        |
| Сае Такемото                                        | Бацање копља     | 62,39        | 59,15 кв         | 7. у гр. Б      | 57,93                 | 11 / 27 (29)          |                       |              |        |
| Момоко Уеда                                         | Бацање копља     | 61,75        | 50,70            | 15. у гр. Б     | Није се квалификовала | 27 / 27 (29)          |                       |              |        |

### Мешовито
| Атлетичари                                                                       | Дисциплина | Лични рекорд | Квалификације | Квалификације | Полуфинале | Полуфинале | Финале                | Финале       | Детаљи |
| Атлетичари                                                                       | Дисциплина | Лични рекорд | Резултат      | Место         | Резултат   | Место      | Резултат              | Место        | Детаљи |
| -------------------------------------------------------------------------------- | ---------- | ------------ | ------------- | ------------- | ---------- | ---------- | --------------------- | ------------ | ------ |
| Јуки Џозеф Накаџима (м) Нанако Матсумото (ж) Рјуки Ивасаки (м) Мају Кобајаши (ж) | 4 х 400 м  | 3:16,67 НР   | 3:17,31 НРС   | 16. у гр. 1   |            |            | Нису се квалификовали | 13 / 15 (16) |        |